# Spirídon Trikoúpis
Spirídon Trikoúpis (en grec moderne : Σπυρίδων Τρικούπης), né à Missolonghi le 20 avril 1788 et décédé à Athènes le 24 février 1873, est un homme d’État grec et un historien. Après avoir été éduqué en France et en Angleterre, il devient secrétaire du comte de Guilford, secrétaire à l'enseignement dans les îles Ioniennes.

## Biographie
Il prend part à la guerre d'indépendance grecque dès le début en 1821. Ami personnel de lord Byron, c'est lui qui prononce l'oraison funèbre du poète britannique dans la cathédrale de Missolonghi. Orateur talentueux, il est remarqué à l’assemblée de la Grèce continentale en 1825. Il prend part au gouvernement provisoire de 1826. Il est brièvement Premier ministre de Grèce en 1833.
En 1828-1829, il est secrétaire d'État, présidant le Panellínion.
Il est ambassadeur de Grèce à Londres entre 1835 et 1838, entre 1841 et 1843 et enfin entre 1850 et 1861. Il est aussi ambassadeur de Grèce à Paris entre 1849 et 1850.
Il est nommé au Sénat du royaume de Grèce en juin 1844. Il publie entre 1853 et 1857 une Histoire de l'insurrection grecque.
Il est le père de Charílaos Trikoúpis.